# Wolfgang Gayer
Wolfgang Gayer (9 gennaio 1943) è un ex calciatore tedesco, di ruolo attaccante.

## Carriera
Fu capocannoniere del campionato austriaco nel 1965.